# 히사노 마사히로
히사노 마사히로(일본어: 久野雅弘, 1988년 12월 7일 ~ )는 일본의 배우이다.